# Wolfe Island (Ontario)
Wolfe Island ist eine Insel in der kanadischen Provinz Ontario. Sie liegt bei Kingston am Abfluss des Ontariosees in den Sankt-Lorenz-Strom und ist mit einer Fläche von 124 km² die größte Insel der Thousand Islands. Wolfe Island gehört zum Frontenac County, zusammen mit Howe Island und Simcoe Island bildet sie die Gemeinde Frontenac Islands. Größte Ortschaft ist Marysville. Benannt ist die Insel nach dem britischen General James Wolfe.
Die Insel ist etwa 29 km lang, ihre Breite variiert von einigen hundert Metern bis zu 9 km. Die Einwohnerzahl beträgt rund 1200. Da die Insel ein beliebtes Touristenziel ist, können in den Sommermonaten doppelt so viele Besucher hinzukommen. Wolfe Island kann mit Fähren von Kingston oder von Cape Vincent im benachbarten US-Bundesstaat New York erreicht werden.
Wolfe Island ist ein bedeutender Rastplatz für Zugvögel.